# Helge Payer
Pour les articles homonymes, voir Payer.
Helge Payer est un footballeur autrichien né le 9 août 1979 à Wels, ayant évolué au poste de gardien de but en équipe d'Autriche.
Payer n'a marqué aucun but lors de ses vingt sélections avec l'équipe d'Autriche depuis 2003.

## Palmarès

### En équipe nationale
- 20 sélections et 0 but avec l'équipe d'Autriche depuis 2003.

### Avec le Rapid Vienne
- Vainqueur du Championnat d'Autriche de football en 2005 et 2008.